# Княжество България
Княжество България е официалното наименование на България от приемането на Търновската конституция през 1879 г., последвано от Съединението на Източна Румелия, до обявяването на независимост през 1908 г.
В историческата литература терминът „Княжество България“ най-често се използва, за да се разграничи северната българска държава (зависима по Берлинския договор от Османската империя) от османската автономна област Източна Румелия (с по-малка степен на независимост), представляваща днес по-голямата част от Южна България.

## География
Берлинският договор, в чл. 2, определя територията на Княжество България в земите между Дунав и Стара планина и дотогавашния Софийски санджак. На изток княжеството граничи с Черно море, на юг границата с Източна Румелия минава основно по билото на Стара планина, като при връх Косица спуска на юг между Пирдоп и Душанци до река Тополница, преминава през нея, пресича Ихтиманска Средна гора, минава между Ихтиман и Вакарел и по вододела между реките Искър и Марица, а след това, като граница с Османската империя, по вододела на Рилска река и на Бистрица в Рила достига долината на Струма. От там границата се изкачва по билото на Влахина и тръгва на северозапад по билото на Осоговска планина, а след това по вододела между Струма и Морава и по вододела на река Ерма и пресича долината на Нишава на запад от Цариброд. После границата достига по права линия до Видлич планина и от там отново по права линия достига билото на Стара планина западно от връх Сребърна глава. След това границата върви по билото на Стара планина и на запад от Кула преминава по река Тимок до вливането ̀и с Дунав. Северната граница с Румъния следва течението на Дунав, а след това преминава в сухоземна граница източно от Силистра до Черно море на юг от Мангалия.
След Съединението през 1885 г. почти цялата територия на Източна Румелия се присъединява към княжеството с изключение на Кърджалийско и Тъмръшко, които според Топханенския акт остават в Османската империя. По този начин южната граница преминава през Родопите, като оставя по-голямата част от поречието на Въча и един регион около Кърджали на север от Арда извън България. След това границата продължава на изток, по течението на Арда до днешното село Бориславци и от там на североизток достига Марица, като я пресича на пет километра нагоре по течението от Свиленград. След това минава през Сакар, пресича долината на Тунджа, преминава през Дервентските възвишения и по билото на рида Босна в Странджа достига до Черно море на север от Китен.
През 1889 г. територията на България е с площ 95 704,5 км², като земеделските земи са близо 30 %.
- Еялет България, османска карта, 1907 г.
- Княжество България и Източна Румелия
- Княжеството и Източна Румелия, 1882 г.
- Княжество България след Съединението

## Население
Статистическото бюро на Българското княжество провежда изброяване на населението, според което към 1 януари 1888 жителите на Пловдив са 33 032, на София - 30 429, в Русе живеят 27 194 души, а във Варна - 25 259 души.
Според следващо преброяване на населението в Княжеството то наброява 3 310 801 жители през 1893 година.
| Група                                                                    | Население |
| ------------------------------------------------------------------------ | --------- |
| Българи (православни)                                                    | 2 464 404 |
| Турци                                                                    | 558 364   |
| Румънци                                                                  | 62 227    |
| Гърци                                                                    | 58 296    |
| Цигани                                                                   | 51 946    |
| Евреи                                                                    | 27 777    |
| Българи (мохамедани)                                                     | 20 974    |
| Татари                                                                   | 17 481    |
| Гагаузи                                                                  | 9520      |
| Арменци                                                                  | 6900      |
| Българи (протестанти)                                                    | 2384      |
| Цинцари                                                                  | 733       |
| Други                                                                    | 13 616    |
| Сред „другите“ са французи, сърби, руснаци, италианци и най-много немци. |           |

## История

### Образуване
Още през Руско-турската освободителна война (1877 – 1878) се сформира Временно руско управление на Българските земи. През май 1878 година, на мястото на починалия княз Черкаски, за руски императорски комисар в България е назначен княз Александър Дондуков за срок от две години, но Берлинският договор съкращава срока му на 9 месеца. Временното руско управление подготвя Учредителното събрание, на което участват 230 народни представители (от тях 89 избрани пряко от народа (по един на 10 000 жители от мъжки пол), 117 влизат „по право“, въз основа на служебното си положение, 19 са назначени от княз Дондуков-Корсаков и 5 са представители на различни организации и дружества), на което се изработва българската конституция. В Учредителното народно събрание свои представители имат турското, гръцкото и еврейското малцинство. Сред депутатите преобладават представители на възрожденската интелигенция, има още участници в църковната борба и движението за национална култура, в Българското национално-освободителното движение, в Руско-турската война (1877 – 1878) и във Временното руско управление. Повечето народни представители са сравнително млади, голяма част са градски жители.
На 16 април 1879 г. е приет основният закон, според който България е определена за конституционна монархия с еднокамарен парламент и право на глас за всички мъже, навършили 21 години. Според конституцията Князът е главнокомандващ на българската войска и на него принадлежи изпълнителната власт. На 17 април 1879 г. се свиква Първото велико народно събрание и, по предложение на руския император, за княз е избран хесенският принц Александър I Батенберг, племенник на руската императрица Мария Александровна, съпруга на Александър II.

### Александър I Батенберг
Александър I Батенберг става княз на 22-годишна възраст. Преди това е бил доброволец в Освободителната война. Той управлява от 1879 до 1886 година, когато срещу него е извършен преврат от група военни, насърчавани от Русия. Те не управляват дълго, защото Стефан Стамболов извършва контрапреврат и връща княза на престола. Но руският император Александър III не одобрява това и Батенберг отново абдикира, този път доброволно. Назначен е регентски съвет, начело със Стефан Стамболов, който управлява до избирането на нов княз.

### Фердинанд I Сакскобургготски
Фердинанд I Сакскобургготски е избран за княз на България от Третото велико народно събрание през 1887 година. Княз е до 1908 година, когато обявява независимостта, тогава той става цар на българите.

## Държавно устройство
Според Търновската конституция, Глава II, чл. 4 до чл. 18:
| „                                           | България се оформя като парламентарна монархия с умерено либерално устройство, като князът е Върховен представител и глава на Държавата. Спазен е принципът за разделение на трите власти: законодателна, изпълнителна и съдебна. Българският народ се ползва от всеобщо избирателно право без никакви ограничения; получава свобода на печата, на вероизповеданията, на сдруженията и т.н. | “ |
| Конституция на Българското княжество (1879) | |   |

Конституцията на Българското княжество се оказва сред най-свободолюбивите за времето си основни закони на европейска страна.

## Административно деление
При установяването на гражданската власт след Освобождението се запазва османската административно-териториална структура, като са премахнати вилаетите, а останалите единици са преименувани, както следва: санджаците стават губернии; каазите – окръзи; нахиите – волости или околии; беледиетата и меджлисите – общини (градски и селски).
Първата териториална реформа в България е проведена 3 години след Освобождението. С Указ № 537 от 28 юли 1882 г. (ДВ, бр. 91, 21.08.1882) е обнародван Закон за административното деление територията на Княжеството, с който се премахват губерниите и страната се разделя на 14 окръжия и 56 околии. Според административно-териториалното деление след Съединението към 1890 г. територията на княжеството е разделена на 22 окръга с 85 околии, като 6 окръга са в бившата Източна Румелия. Начело на всяко окръжие стои окръжен управител, който е представител на централната власт и отговаря за финансовото управление на окръга. Всеки окръг има и окръжен съвет, съставен от 12 до 30 членове, в зависимост от населението. Околиите се управляват от околийски началник. В София, Русе, Варна и Пловдив се назначават и градоначалници.
Втората цялостна административно-териториална реформа в страната се провежда през 1901 г., когато с Указ № 236 от 16 май 1901 г. (ДВ, брой 104, 17.05.1901) е обнародван Закон за административното деление територията на държавата (приет от XI ОНС на 4 май 1901 г.), като според страната е разделена на области (12), околии (71) и общини.